# 예브게니 노비코프
예브게니 막시모비치 노비코프(러시아어: Евгений Максимович Новиков, 1990년 9월 19일 ~)는 시트로앵 주니어 팀으로 WRC에 참가하는 러시아의 랠리 선수다.

## 경력
- 2008년 - PWRC 8경기 참가

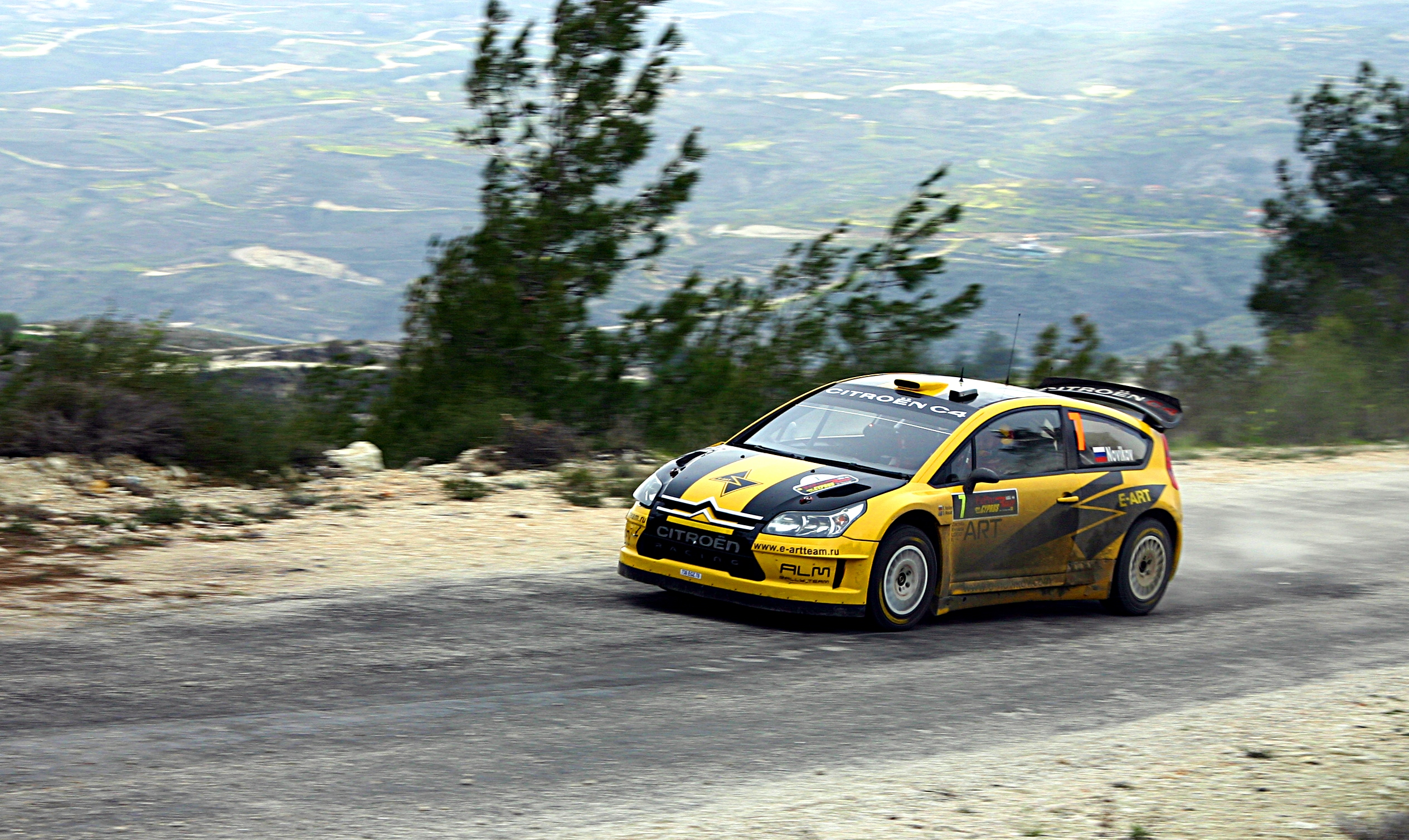

- 2007년 - 에스토니아와 러시아 선수권대회에서 각각 2위. 웨일스 랠리 GB에서 WRC경기 데뷔
- 2006년 - 러시아 랠리 컵 우승

많은 선수들처럼 예브게니도 어렸을 때 카트로 모터스포츠 경력을 시작했다. 10살 때부터 본격적으로 시작하여 5년 동안 러시아뿐만 아니라 프랑스, 독일, 유럽 시리즈 등에 참가했다.
예브게니가 카트를 시작할 무렵 그의 아버지는 랠리에 흥미가 생겨서 러시아 챔피언인 알렉세이 보실리예프에게 랠리를 배우기 시작했다. 그것은 예브게니에게 큰 영향을 미쳤다. 그는 아버지의 새 취미에 큰 관심을 나타냈고 페이스노트를 배워서 13살 때 몇몇 지역랠리와 러시아 선수권대회 한 경기에서 아버지의 보조운전자가 되었다.
예브게니는 정말로 랠리차의 핸들을 잡고 싶어했지만 15살 때까지 기다려야 했다. 첫 번째 경기는 2006 러시아 컵 시리즈의 첫 라운드였고 차는 미쓰비시 랜서였다. 시작은 좋았고 2위로 완주할 뻔 했지만 랠리의 선두인 그의 아버지는 그가 첫 경기에서 우승할 수 있게 해주었다. 예브게니는 시리즈에서 우승했는데 그는 러시아에서 합법적으로 운전할 수 있는 나이보다 어렸다. 그 문제를 해결하기 위해 도로구간에서는 그의 보조운전자가 차를 몰았다.
2007년에는 더 많은 러시아와 에스토니아의 랠리에 참가했고 그 해 마지막 WRC 경기인 웨일스 랠리 GB에 참가했다. 둘째 날까지 정규 PWRC 선수들과 경쟁하다가 마지막 날 실망스럽게도 사고를 냈다.
2008년에는 PWRC 6경기에 전부 참가했고 시리즈에서 가장 어린 선수였다. 그는 4경기에서 퇴장했고 일본 랠리에서는 거의 우승할뻔했지만 마지막 스테이지에서 서스펜션 문제가 생겨서 2위로 마쳤다. 그렇지만 그가 보여준 성과는 그의 뛰어난 재능을 보여주었고 그가 2009년 시트로앵의 새로운 주니어 팀에서 8경기에 참가하기로 계약한 것은 크게 놀랄만한 일도 아니었다. 그는 젊고 재능 있는 선수이며 시트로앵 주니어 팀은 그가 WRC의 스타로 성장하기를 바란다.

## WRC 성적
| 연도 | 팀                 | 차                      | 1        | 2           | 3          | 4            | 5          | 6          | 7         | 8        | 9        | 10   | 11         | 12       | 13     | 14      | 15       | 16     | 순위 | 포인트 |
| ---- | ------------------ | ----------------------- | -------- | ----------- | ---------- | ------------ | ---------- | ---------- | --------- | -------- | -------- | ---- | ---------- | -------- | ------ | ------- | -------- | ------ | ---- | ------ |
| 2007 | 예브게니 노비코프  | 스바루 임프레자 WRX STi | 모나코   | 스웨덴      | 노르웨이   | 멕시코       | 포르투갈   | 아르헨티나 | 이탈리아  | 그리스   | 핀란드   | 독일 | 뉴질랜드   | 에스파냐 | 프랑스 | 일본    | 아일랜드 | 영국 0 | -    | 0      |
| 2008 | 예브게니 노비코프  | 스바루 임프레자 WRX STi | 모나코   | 스웨덴      | 멕시코     | 아르헨티나 0 | 요르단     | 이탈리아   |           |          |          |      |            |          |        |         |          |        | -    | 0      |
| 2008 | 예브게니 노비코프  | 미쓰비시 랜서 에보 IX   |          |             |            |              |            |            | 그리스 35 | 터키 0   | 핀란드   | 독일 | 뉴질랜드 0 | 에스파냐 | 프랑스 | 일본 11 | 영국 0   |        | -    | 0      |
| 2009 | 시트로앵 주니어 팀 | 시트로앵 C4 WRC         | 아일랜드 | 노르웨이 11 | 키프로스 0 | 포르투갈 0   | 아르헨티나 | 이탈리아 5 | 그리스 16 | 폴란드 9 | 핀란드 0 | 호주 | 에스파냐   | 영국     |        |         |          |        | 13위 | 4      |